# Cenophengus villae
Cenophengus villae là một loài bọ cánh cứng trong họ Phengodidae. Loài này được Zárágozá Cábállero miêu tả khoa học năm 1984.